# Emilio García Riera
Emilio García Riera (Ibiza, España, 17 de noviembre de 1931 - Zapopan, Jalisco, México, 11 de octubre de 2002), fue un escritor, actor, historiador y crítico de cine español naturalizado mexicano.

## Biografía
Después de la guerra civil española se trasladó primero a Francia, luego a la República Dominicana, donde falleció su padre, y en 1944 llegó a México, que se convirtió en su país de adopción. Estudió en la Facultad de Economía de la Universidad Nacional Autónoma de México. Trabajó como investigador en el Centro de Comunicación y como profesor de Sociología del Cine en la Facultad de Ciencias Políticas y Sociales y profesor en el Centro Universitario de Estudios Cinematográficos de su Alma máter. Se trasladó luego a la ciudad de Guadalajara, donde fue fundador y director del Centro de Investigaciones y Enseñanza Cinematográfica de la Universidad de Guadalajara, la cual le otorgó el doctorado Honoris causa de manera póstuma.
Se casó con Alicia Bergua, también exiliada española, con quien tuvo tres hijos: Alicia García Bergua, Ana García Bergua y Jordi García Bergua. Posteriormente se casó con Cristina Marat Sarrat con quien tuvo una hija, Amanda García Martín.

## Obra
Además de dirigir la colección cinematográfica Grandes Cineastas, contribuyendo con 5 volúmenes (los dedicados a Emilio Fernández, Fernando de Fuentes, Howard Hawks, Max Ophüls y Erich von Stroheim), García Riera fue crítico de cine en varias revistas y periódicos como España Popular, Nuevo Cine, México en la Cultura, Novedades, "Excelsior", S.nob, Imágenes o Decine. También adaptó al cine junto a Alberto Isaac la obra En este pueblo no hay ladrones (1964), considerada la mejor película basada en un texto de Gabriel García Márquez (en la que actuaron junto a actores profesionales el propio García Márquez, Luis Buñuel, Juan Rulfo, Luis Vicens, Carlos Monsiváis, Arturo Ripstein, Leonora Carrington, José Luis Cuevas y el mismo Emilio García Riera), así como Los días del amor (1971) y En el balcón vacío Archivado el 16 de septiembre de 2014 en Wayback Machine. (1961). También actuó en las películas Tiempo de morir (1965), El mundo loco de los jóvenes (1966) y Las reglas de la vida (1970).
Su principal trabajo, inigualado aún en ningún otro país, fue la Historia Documental del Cine Mexicano, una obra en la que comenta más de 3500 películas rodadas entre 1929 y 1976, publicada por primera vez en Ediciones ERA y por segunda en la Universidad de Guadalajara.
Además escribió las siguientes obras:
- Historia documental del cine mexicano. (18 tomos)[6]
- México visto por el cine extranjero. (4 tomos)
- Historia del cine mexicano.
- El cine es mejor que la vida. (Cal y Arena, 1990), por ésta recibió el Premio Xavier Villaurrutia.[7]
- Las películas de Tin Tan.[8]

Desde 1999 sufría una fibrosis pulmonar que acabó con su vida en 2002.

## Galardones
- Premio Xavier Villaurrutia 1990.
- Medalla Salvador Toscano 1996.
- Premio Ariel 2002.
- Premio Guggenheim.